# KamAZ-5325
Der KamAZ-5325 (russisch КамАЗ-5325) ist ein Lastwagen aus der Produktion des KAMAZ-Werks in Nabereschnyje Tschelny. Das von 1988 bis 2003 gebaute Fahrzeug war der erste zweiachsige Lkw des Herstellers und wurde in verschiedenen Versionen gefertigt.

## Fahrzeugbeschreibung
Das Fahrzeug ähnelt technisch stark dem KamAZ-5320 beziehungsweise dem KamAZ-53212, die jeweils drei Achsen besitzen. Es wurde der Standard-Achtzylinder-Dieselmotor von KamAZ mit 10,85 Litern Hubraum verbaut, der in der Version KamAZ-74006.10 eine Leistung von 220 PS (162 kW) erbringt. Alternativ kam der gleiche Motor mit Turbolader und 260 PS (191 kW) zum Einsatz, allerdings abweichend als KamAZ-7403.10 bezeichnet. Über ein Fünfgang-Schaltgetriebe wird die Kraft anschließend über Kardanwellen an die Hinterachse übertragen.
Ungewöhnlich ist, dass die Achsen nicht aus Eigenfertigung von KamAZ stammen, sondern von Rába aus Ungarn zugeliefert wurden. Entsprechend kamen auch keine Trilexfelgen zum Einsatz, wie es an anderen Fahrzeugen des Herstellers zu dieser Zeit üblich war.
Die Kabine entsprach der aller KamAZ-Lkw und verfügt über einen Schlafplatz. Somit kann der Lastwagen auch im Fernverkehr eingesetzt werden. Das Bremssystem besteht aus Trommelbremsen an allen Rädern, die pneumatisch betätigt werden. Auch Anhänger können an das Bremssystem angeschlossen werden.
Seit etwa 2001 wird mit dem KamAZ-43253 ein Nachfolger für den Lastwagen gebaut. Die Fertigung des KamAZ-5325 wurde 2003 eingestellt. Einige Exemplare gelangten bis nach Südamerika.

## Modellvarianten
Insgesamt wurden vier unterschiedliche Fahrzeugversionen gebaut, zwei Pritschenwagen und zwei Zugmaschinen.
- KamAZ-5315 – Die leichtere Version des Pritschenwagens mit einer zulässigen Gesamtmasse von 16 Tonnen und zehn Tonnen Zuladung.
- KamAZ-5325 – Schwererer Pritschenwagen mit technisch zulässigen 13 Tonnen Zuladung und einem Gesamtgewicht von 19 Tonnen.
- KamAZ-5415 – Sattelzugmaschine, für den heimischen Markt, bis 34 Tonnen Gesamtgewicht des Sattelzugs.
- KamAZ-5425 – Sattelzugmaschine, für den ausländischen Markt, bis 34 Tonnen Gesamtgewicht des Sattelzugs.

Auf Grundlage des KamAZ-5425 wurde der KamAZ-5425S gebaut. Dabei handelt es sich um eine Spezialanfertigung für Truck-Racing-Wettbewerbe.

## Technische Daten
Die hier aufgeführten Daten gelten für Fahrzeuge vom schwereren Typ KamAZ-5325 aus frühen Baujahren. Über die Bauzeit hinweg und aufgrund verschiedener Modifikationen an den Fahrzeugen können einzelne Werte leicht schwanken.
- Motor: Viertakt-V8-Dieselmotor
- Motortyp: KamAZ-74006.10
- Leistung: 220 PS (162 kW)
- maximales Drehmoment: 667 Nm
- Hubraum: 10,85 l
- Bohrung: 120 mm
- Hub: 120 mm
- Getriebe: manuelles Fünfgang-Schaltgetriebe
- Höchstgeschwindigkeit: 100 km/h
- Höchstgeschwindigkeit mit voller Anhängelast: 90 km/h
- maximal befahrbare Steigung: 30 % (mit Anhänger: 18 %)
- Bremsweg aus 60 km/h: 24 m (mit Anhänger 35 m)
- Beschleunigung von 0–60 km/h: 32 s (62 s mit Anhänger)
- Tankinhalt: 350 l
- Antriebsformel: 4×2

Abmessungen und Gewichte
- Länge: 8560 mm
- Breite: 2500 mm
- Höhe: 3920 mm
- Radstand: 4650 mm
- Wendekreis: 19,4 m
- Bodenfreiheit: 290 mm
- Abmessungen der Ladefläche (L × B): 6100 × 2420 mm
- Spurweite vorne: 2012 mm
- Spurweite hinten (Doppelbereifung): 1800 mm
- Leergewicht: 7790 kg
- Zuladung: 11.060 kg
- zulässiges Gesamtgewicht: 19.000 kg
- Anhängelast: 16.000 kg
- zulässiges Gesamtgewicht des Zugs: 35.000 kg
- Achslast vorne: 6000 kg
- Achslast hinten: 13.000 kg

Die hintere Achslast von 13 Tonnen ist zwar technisch zulässig, wäre jedoch beispielsweise in Deutschland durch die Straßenverkehrsordnung auf 11,5 Tonnen begrenzt. Das vermindert auch das mögliche Gesamtgewicht des Lastwagens. Diese Regelung kann sich jedoch von Land zu Land unterscheiden.